# Lucius Arruntius
Lucius Arruntius (Lucius Aruntius) (i. e. 1. század – 37) ókori római államférfi, történetíró.

## Élete
6-ban consulságot viselt, a haldokló Augustus legméltóbb utódjának nevezte. Emiatt a gazdag, művelt és jellemes ember gyűlöletessé vált Tiberius előtt, aki még azt sem engedte meg, hogy provinciáját, Hispaniát önállóan kormányozza. Kevéssel Tiberius halála előtt, Seianus és Macro által is üldöztetve öngyilkosságot követett el: felvágta az ereit. Foglalkozott történetírással is, a pun háborúk történetét írta meg ízléstelenül s Sallustiust túlzón utánozva. Életéhez legfontosabb forrásaink Tacitus, Seneca levelei és Velleius Paterculus.
| Elődei: Lucius Sestius Quirinalis Albinianus és Cnaeus Calpurnius Piso | Consul i. e. 22 collega: Marcus Claudius Marcellus Aeserninus | Utódai: Marcus Lollius és Quintus Aemilius Lepidus |